# Producte gènic
Un producte gènic o producte genètic és el material bioquímic, ja sigui ARN o proteïna, resultat de l'expressió d'un gen. De vegades s’utilitza una mesura de la quantitat de producte gènic per inferir quina activitat té un gen. Es poden correlacionar quantitats anormals de producte gènic amb al·lels causants de malalties, com la sobreactivitat d'oncogens que poden causar càncer. Un gen es defineix com "una unitat hereditària d'ADN que cal per produir un producte funcional".
Elements reguladors. Inclouen:
- Regió promotora
- Caixa TATA
- Seqüències de poliadenilació
- Amplificadors

Aquests elements funcionen en combinació amb el marc de lectura obert per crear un producte funcional. Aquest producte es pot transcriure i ser funcional com a ARN o es tradueix de l'ARNm a una proteïna perquè sigui funcional a la cèl·lula.

## Productes d'ARN

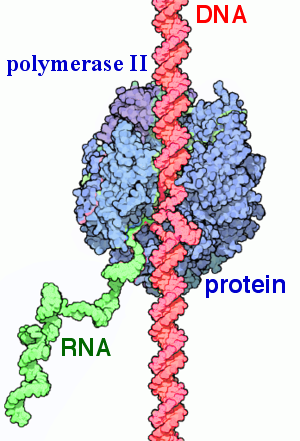
Transcripció d'ADN a RNA mitjançant la proteïna RNA polimerasa II.

Les molècules d'ARN que no codifiquen cap proteïna mantenen una funció a la cèl·lula. La funció de l'ARN depèn de la seva classificació. Aquests rols inclouen:
- Ajuda a la síntesi de proteïnes
- Reaccions de catalització
- Regulació de diversos processos.[4]

La síntesi de proteïnes està ajudada per molècules funcionals d'ARN, com ara l'ARNt, que ajuda a afegir l'aminoàcid correcte a una cadena de polipèptids durant la traducció, l'ARNr, un component majoritari dels ribosomes (que guien la síntesi de proteïnes), així com els ARNm que duen les instruccions per crear el producte proteic.
Un tipus d'ARN funcional que hi participa en la regulació és el microRNA (miRNA), el qual treballa per repressió de la traducció. Aquests miRNAs treballen en unir-se a una seqüència de mRNA objectiu complementària per evitar que se'n produeixi la traducció. L’ARN d'interferència curt (siRNA) també funciona mitjançant regulació negativa de la transcripció. Aquestes molècules de siRNA funcionen en un complex silenciador induït per ARN (RISC) durant la interferència de l'ARN mitjançant la unió a una seqüència d'ADN diana per evitar la transcripció d'un ARNm específic.

## Productes de les proteïnes
Les proteïnes són el producte d'un gen que es forma a partir de la traducció d'una molècula d'ARNm madura. Les proteïnes contenen 4 elements pel que fa a la seva estructura: primària, secundària, terciària i quaternària. La seqüència d'aminoàcids lineals també es coneix com a estructura primària. L'enllaç d'hidrogen entre els aminoàcids de l'estructura primària dona lloc a la formació d'hèlixs alfa o làmines beta. Aquests plegaments estables són l'estructura secundària. La combinació particular de les estructures primàries i secundàries formen l'estructura terciària d'un polipèptid. L'estructura quaternària es refereix a la forma en múltiples cadenes de polipèptids es pleguen juntes.

### Funcions de les Proteïnes
Les proteïnes tenen moltes funcions diferents en una cèl·lula i la funció pot variar en funció dels polipèptids amb els quals interaccionen i del seu entorn cel·lular. Les proteïnes de xaperona treballen per estabilitzar les proteïnes recentment sintetitzades. Asseguren que la nova proteïna es plega en la seva correcta conformació funcional, a més d'assegurar-se que els productes no s'agreguen en zones on no haurien de fer. Les proteïnes també poden funcionar com a enzims, augmentant la taxa de diverses reaccions bioquímiques i convertint substrats en productes. Els productes es poden modificar connectant grups com el fosfat mitjançant un enzim a aminoàcids específics de la seqüència primària. Les proteïnes també es poden utilitzar per moure molècules a la cèl·lula cap a on es necessiten, aquestes s’anomenen proteïnes motores. La forma de la cèl·lula és recolzada per proteïnes. Proteïnes com l'actina, els microtúbuls i els filaments intermedis proporcionen estructura a la cèl·lula. Una altra classe de proteïnes es troba a les membranes plasmàtiques. Les proteïnes de membrana es poden associar amb la membrana plasmàtica de diferents maneres, segons la seva estructura. Aquestes proteïnes permeten a la cèl·lula importar o exportar productes, nutrients o senyals cel·lulars cap a i des de l'espai extracel·lular. Altres proteïnes ajuden a la cèl·lula a realitzar funcions reguladores. Per exemple, els factors de transcripció s’uneixen a l'ADN per ajudar a la transcripció de l'ARN.